# Raja brachyura
Espèce
Synonymes
- Raia brachyura Lafont, 1873

Statut de conservation UICN

 NT  : Quasi menacé
Raja brachyura est une espèce de raies. « Raie lisse » est couramment utilisé pour la désigner, mais est aussi employé pour Malacoraja senta (raie lissée).